# Фердинандовац
Фердинандовац је насељено место и седиште општине у Копривничко-крижевачкој жупанији, Хрватска. До територијалне реорганизације у Хрватској налазио се у саставу бивше велике општине Ђурђевац.

## Становништво
На попису становништва 2011. године, општина Фердинандовац је имала 1.750 становника, од чега у самом Фердинандовцу 1.676.

## Попис1991.
На попису становништва 1991. године, насељено место Фердинандовац је имало 2.155 становника, следећег националног састава:
| Попис 1991.‍   | Попис 1991.‍  | Попис 1991.‍ | Попис 1991.‍ | Попис 1991.‍ |
| ------------- | ------------ | ----------- | ----------- | ----------- |
|               |              |             |             |             |
| Хрвати        | Хрвати       |             | 2.131       | 98,88%      |
| Срби          | Срби         |             | 6           | 0,27%       |
| Југословени   | Југословени  |             | 2           | 0,09%       |
| Мађари        | Мађари       |             | 1           | 0,04%       |
| Немци         | Немци        |             | 1           | 0,04%       |
| Пољаци        | Пољаци       |             | 1           | 0,04%       |
| неопредељени  | неопредељени |             | 3           | 0,13%       |
| регион. опр.  | регион. опр. |             | 1           | 0,04%       |
| непознато     | непознато    |             | 9           | 0,41%       |
| укупно: 2.155 |              |             |             |             |